# Jan Bednarek
Jan Kacper Bednarek ([jan   bɛdnarɛk]; n. 12 aprilie 1996, Słupca, voievodatul Polonia Mare, Polonia) este un fotbalist din Polonia liber de contract, care joacă pe post de fundaș. Pe plan internațional, are prezențe la națională pentru Polonia U17⁠(d), Polonia U18⁠(d), Polonia U21⁠(d) și Polonia.

## Cariera pe echipe

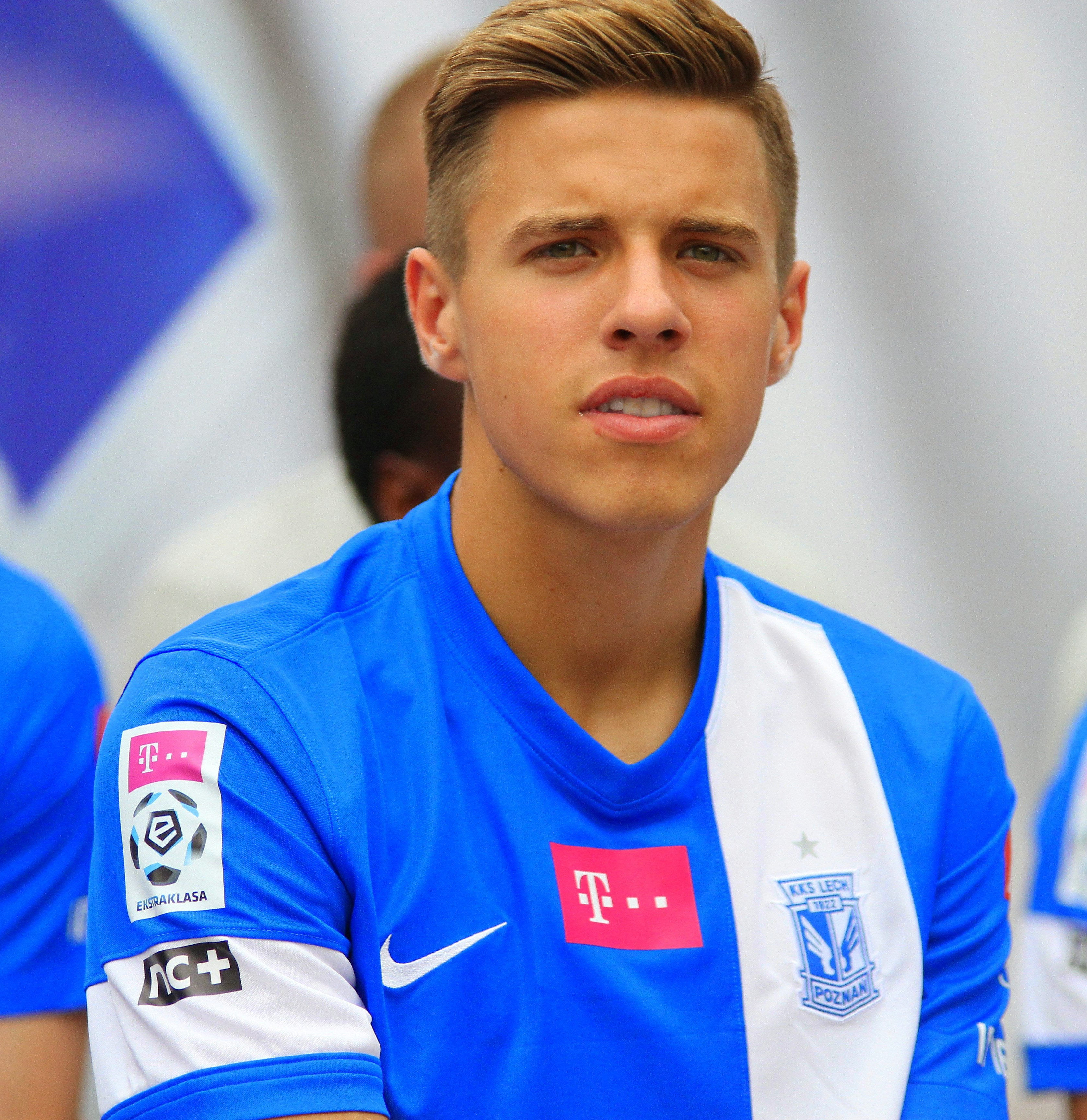
Bednarek cu Lech Poznań în 2014

#### Górnik Łęczna (împrumut)
El a fost împrumutat la Górnik Łęczna pentru sezonul 2015-2016, unde a jucat 17 meciuri de campionat.

### Southampton
La 1 iulie 2017, Bednarek a semnat cu Southampton un contract pe cinci ani pentru o sumă  estimată la 5 milioane de lire sterline. El și-a făcut debutul la Premier League pe 14 aprilie 2018 împotriva lui Chelsea și a înscris al doilea gol al lui Southampton într-o înfrângere cu 3-2.

## Cariera la națională
La 4 septembrie 2017, Bednarek și-a făcut debutul la națională pentru Polonia într-o victorie scor 3-0 împotriva Kazahstanului.
În luna mai a anului 2018, a fost numit de selecționerul Poloniei în lotul lărgit format din 35 de jucători, în vederea participării la Campionatul Mondial din 2018 din Rusia.
Pe 28 iunie 2018, el a marcat primul și singurul gol al Poloniei în victoria cu 1-0 înregistrată în fața Japoniei la Campionatul Mondial.

## Viața personală
Fratele său, Filip, este de asemenea fotbalist, și joacă pe postul de portar. În prezent se află într-o relație cu modelul polonez de Instagram, Julia Nowak.